# پاندای سرخ

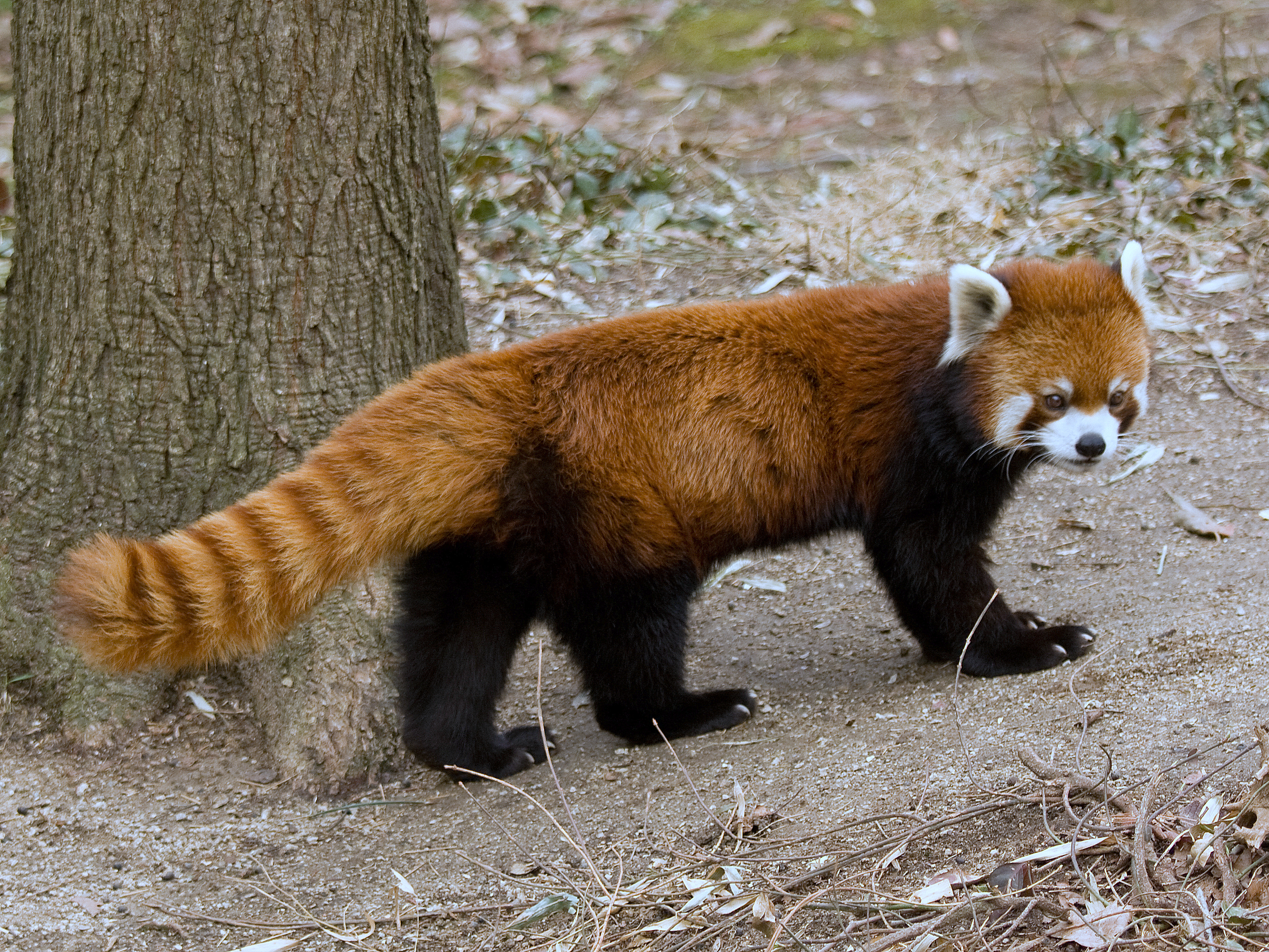
نگاره‌ای از یک پاندای سرخ

پاندای سرخ (نام علمی: Ailurus fulgens) یا پاندای کوچک پستانداری است که بیشتر از گیاه بامبو تغذیه می‌کند ولی با این حال همه‌چیزخوار است و می‌تواند تخم مرغ، پرندگان، حشرات و پستانداران کوچک را بخورد. کمی از گربه خانگی بزرگ‌تر و طولش ۴۰ تا ۶۰ سانتیمتر است و وزنش بین ۳ تا ۶ کیلوگرم است. پاندای سرخ بومی هیمالیا، بوتان، جنوب چین، هند، لائوس، نپال و برمه است. همچنین این حیوان نماد خوش‌یمنی فستیوال بین‌المللی «دارجلینگ» است. یک تخمین جمعیت آنها را کمتر از ۲٬۵۰۰ حیوان بالغ می‌داند. کاهش جمعیت این حیوان به خاطر قطعه‌قطعه شدن زیستگاه‌های این جانور است. در گذشته پاندای سرخ را در خانواده زیستی procynidae قرار می‌دادند که شامل راکون‌ها نیز می‌شود. برخی نیز آن را خویشاوند پاندای بزرگ می‌پنداشتند اما اکنون پاندای سرخ در یک خانواده زیستی مجزا قرار گرفته است. بنظر میرسد این گونه خاص حاصل ازدواج روباه با پاندا باشد چراکه چهره و دم او شباهت زیادی به روباه های افریقایی دارد‌.